# Champforgeuil
Champforgeuil è un comune francese di 2 321 abitanti situato nel dipartimento della Saona e Loira nella regione della Borgogna-Franca Contea.

## Società

### Evoluzione demografica
Abitanti censiti